# Persis Khambatta
Persis Khambatta (Mumbai, 2 ottobre 1948 – Mumbai, 18 agosto 1998) è stata una modella e attrice indiana.

## Biografia
Eletta Miss India nel 1965, nello stesso anno partecipò all'edizione di Miss Universo. 
Diventata in seguito attrice, recitò in film come Un colpevole senza volto, Il seme dell'odio, Star Trek, I falchi della notte, I predatori dell'anno Omega, Octopussy - Operazione piovra e nella serie tv Lois & Clark - Le nuove avventure di Superman.
Morì a 49 anni il 18 agosto 1998 per un attacco di cuore.

## Filmografia parziale

### Cinema
- Il seme dell'odio (The Wilby Conspiracy), regia di Ralph Nelson (1975)
- Un colpevole senza volto (Conduct Unbecoming), regia di Michael Anderson (1975)
- The Man With The Power, regia di Nicholas Sgarro (1977)
- Star Trek (Star Trek: The Motion Picture), regia di Robert Wise (1979)
- I falchi della notte (Nighthawks), regia di Bruce Malmuth (1981)
- Megaforce, regia di Hal Needham (1982)
- I predatori dell'anno Omega (Warrior of the Lost World), regia di David Worth (1983)

### Televisione
- Casablanca – serie TV, 1 episodio (1983)
- Hunter – serie TV, 1 episodio (1986)
- MacGyver – serie TV, 1 episodio (1986)
- Mike Hammer investigatore privato (Mike Hammer) – serie TV, 1 episodio (1987)
- Lois & Clark - Le nuove avventure di Superman (Lois & Clark: The New Adventures of Superman) – serie TV, 1 episodio (1993)

## Doppiatrici italiane
- Flaminia Jandolo in Un colpevole senza volto
- Simona Izzo in Star Trek[2]